# أغوستين ديلغادو
أغوستين خافيير ديلغادو تشالا، (من مواليد 23 ديسمبر 1974) في (تشوتا في الإكوادور)، لاعب كرة قدم أكوادوري سابق
بدأ ديلغادو مسيرته الكروية مع نادي إسبولي في عام 1991، وفي موسم 1994/1995 انتقل إلى نادي برشلونة الإكوادوري، وفي موسم 1995/1996 انتقل إلى نادي إلناسيونال، وفي موسم 1997/1998 عاد إلى نادي برشلونة الإكوادوري، ولعب معهم 30 مباراة وسجل 18 هدف، وفي عام 1998 انتقل إلى نادي كروز أزول، ولعب معهم 34 مباراة وسجل 15 هدف، وفي عام 1999 انتقل إلى نادي نيكاكسا، ولعب لهم حتى عام 2001، وفي عام 2001 انتقل إلى نادي ساوثامبتون، ولعب معهم حتى عام 2004، وشارك في 11 مباراة وسجل هدف واحد، ولعب في عام 2004 مع نادي أوكاس، وفي عام 2005 انتقل إلى نادي يونام بوماس، وأكمل عام 2005 مع نادي برشلونة الإكوادوري، ويلعب حاليا مع نادي كيوتو.
و قد بدأ ديلغادو باللعب مع منتخب الأكوادور لكرة القدم في عام 1994، وشارك في كأس العالم لكرة القدم 2002 وكأس العالم لكرة القدم 2006.

## روابط خارجية
- أغوستين ديلغادو على موقع الاتحاد الدولي (مؤرشف)  (الإنجليزية)
- أغوستين ديلغادو على موقع قاعدة بيانات كرة القدم.إي يو (الإنجليزية)
- أغوستين ديلغادو على موقع ناشيونال فوتبول تيمز (الإنجليزية)
- أغوستين ديلغادو على موقع Soccerbase.com (لاعب) (الإنجليزية)
- أغوستين ديلغادو على موقع Soccerway.com (الإنجليزية)
- أغوستين ديلغادو على موقع عالم كرة القدم.نت (الإنجليزية)